# Золотые монеты

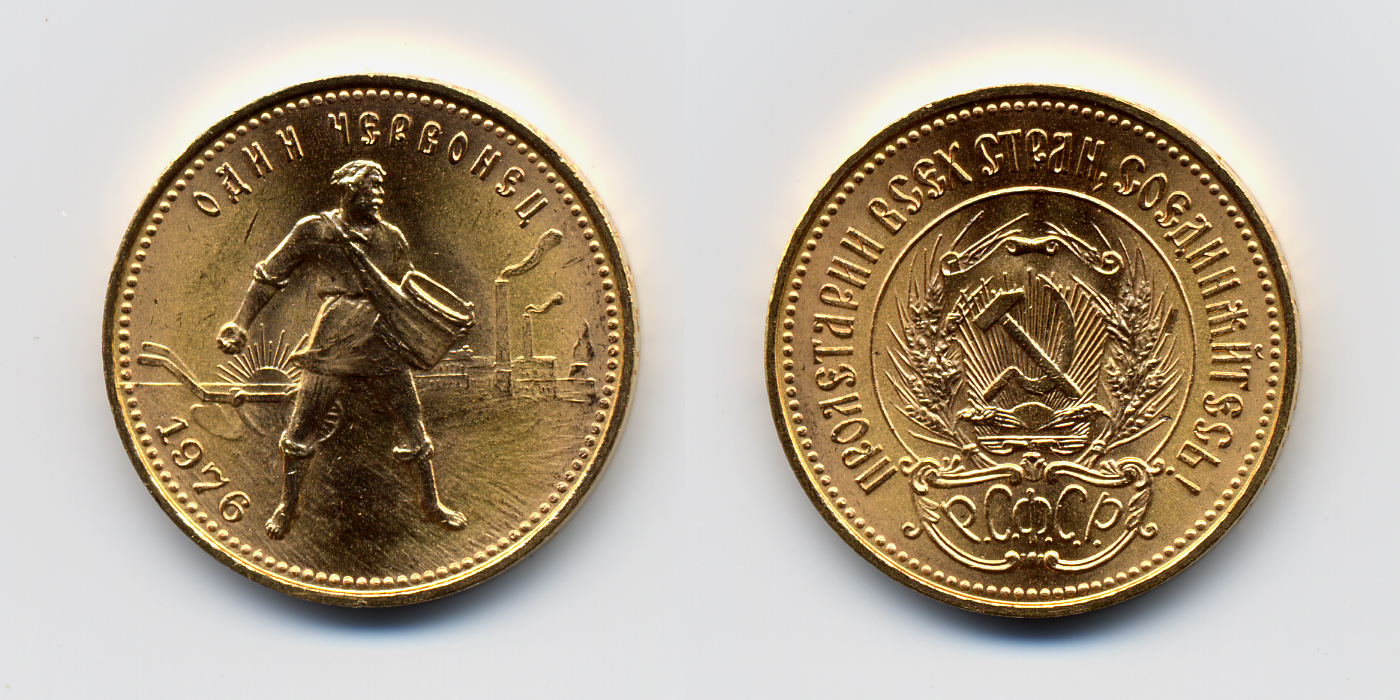
Советский золотой червонец

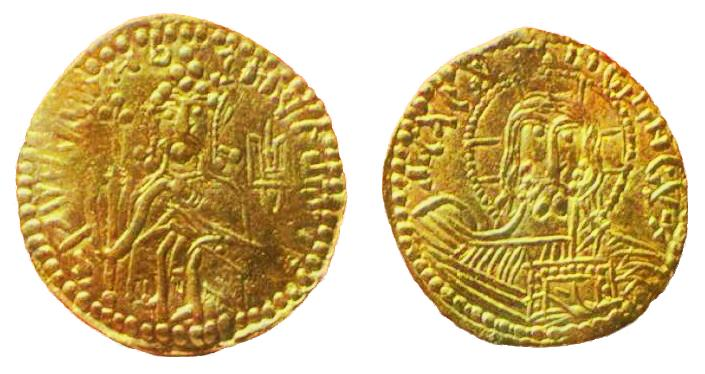
Златник Владимира из коллекции Эрмитажа

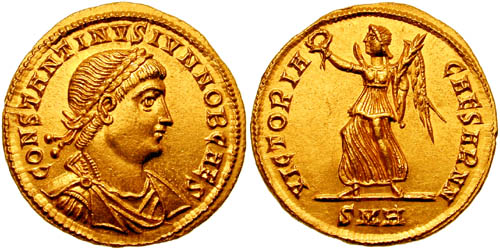
Солид императора
Константина II (316—340)

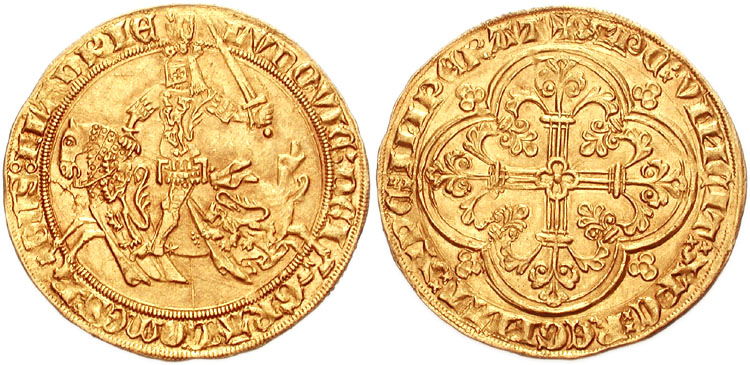
«Конный франк» 1360 года

Золотая монета — монета, состоящая в основном или полностью из золота. Золото использовалось для производства монет практически с момента изобретения монеты (первоначально из-за собственной ценности золота). С 50-х годов XX века большинство золотых монет предназначено либо для продажи коллекционерам, либо для продажи частным тезавраторам (накопителям сокровищ в виде золотых монет и слитков) для использования в качестве монет-слитков — монет, номинальное значение которого не имеет никакого значения, и которые служат, в первую очередь, как способ инвестирования в золото.
Для предоставления монете большей жёсткости (или для удешевления) к золоту примешивают серебро, медь или другие металлы. Такие примеси называются «лигатура». Кроме чеканки монет, лигатуру применяют при изготовлении ювелирных изделий.

## История
Достоверно неизвестно где была произведена первая золота монета, однако обнаружено, что монеты в Лидии при царе Ардисе II  изготавливались из электрума - природного сплава серебра и золота. Узнать об этом больше можно в оригинальной статье про монеты в Википедии.
Золотые монеты были частью "классического" золотого стандарта до 1933 года в США, где от него (золотомонетного стандарта) отказались по экономическим причинам в период великой депрессии.

## Самая тяжёлая и самая большая по номиналу золотая монета
Самой тяжёлой золотой монетой на сегодняшний день является миллионодолларовая монета из серии Австралийский наггет весом 1012 килограммов, изготовленная монетным двором Перта (Австралия) в 2011 году (на монете указан 2012 год), диаметр монеты — 80 сантиметров, толщина — 12 сантиметров. Миллионодолларовая золотая монета, отчеканенная банком Канады, весит 100 килограммов (220 фунтов или 99,79 кг), монета имеет диаметр 20 дюймов и толщину 1 дюйм, соответственно, 50,8 и 2,5 см. Проба золота — 99,999 %. До них самой тяжёлой являлась австрийская монета номиналом 100 тысяч евро, весившая 31,1 кг.

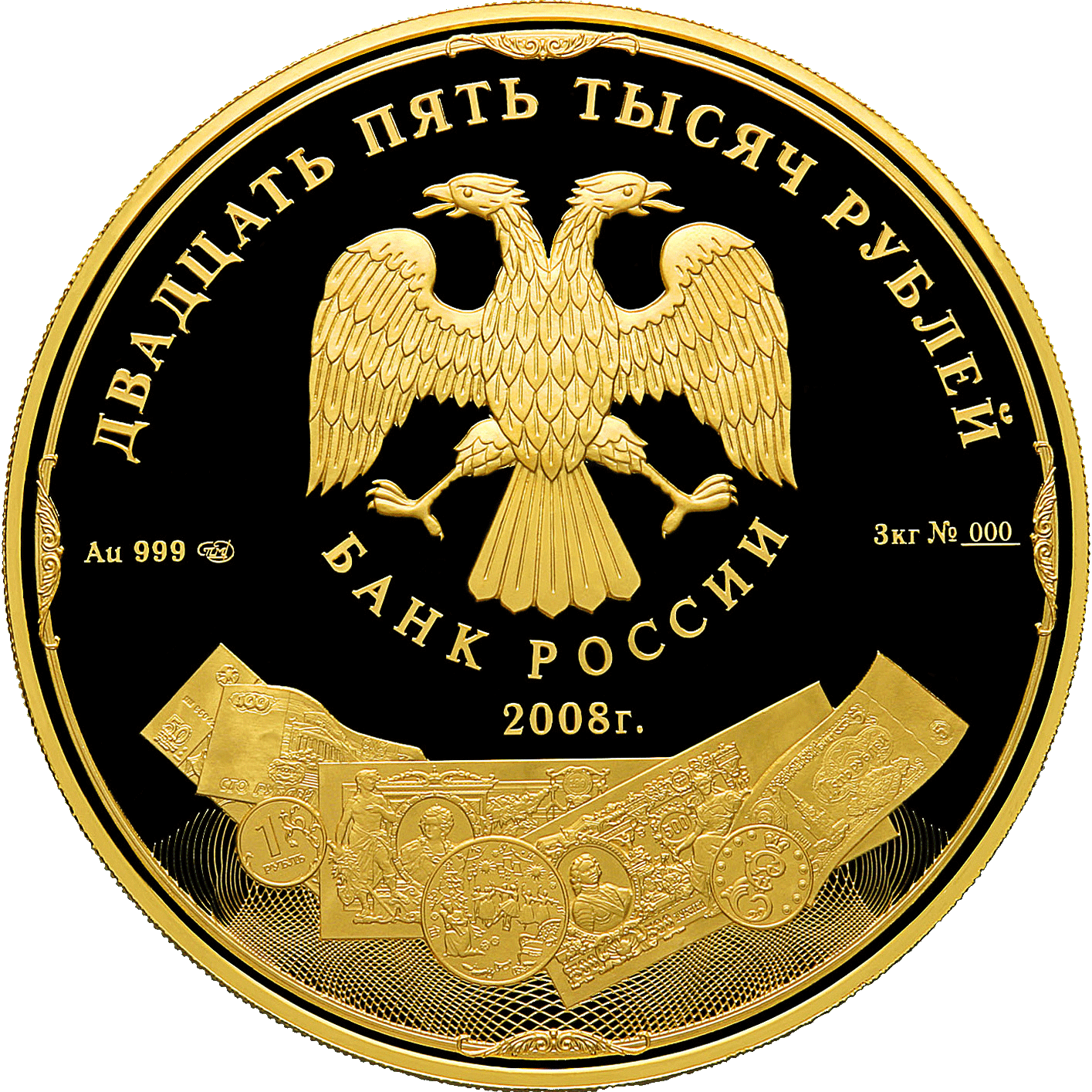
Золотая монета 25 000 рублей 2008 г. весом 3 кг

Самая крупная по покупательной способности монета РФ — памятная монета номиналом 50 000 рублей РФ весом пять килограммов чистого золота — «150-летие Банка России», выпущена в обращение Банком России 1 февраля 2010 года тиражом 50 экземпляров. Данная монета имеет форму круга диаметром 130,0 мм, является законным платёжным средством на всей территории Российской Федерации и должна приниматься к оплате по номиналу в 50 000 рублей. Рыночная цена такой монеты — около 8,4 млн рублей. До этого самой крупной была трехкилограммовая золотая монета номиналом в 25 000 рублей, выпущенная в августе 2008 года в честь 190-летия Федерального государственного унитарного предприятия «Гознак».